# Сарабанда
Сараба́нда (исп. zarabanda) — старинный испанский танец в трёхдольном размере (3/4, 3/2, редко 12/8). Известен с XVI века, этимология названия не установлена. Из подвижного и карнавального перешёл, сохранив мелодико-гармоническую формулу, в род торжественного танца-шествия, став неотъемлемой частью сюит. 
Благодаря испанским инструменталистам XVI века, раскрывшим в своих сочинениях мелодическое и ритмическое богатство иберо-американской народной музыки, музыкальная тема сарабанды, равно как фолии, чаконы и пассакальи, оказала воздействие на общеевропейскую композиторскую практику. 

## История
Литературная форма традиционных танцевально-песенных текстов, известных под названием сарабанда, близка заджаль-строфической форме с припевом арабско-романского происхождения, распространённой в Андалусии с XI века.
Ранние испанские документы свидетельствуют также о связи сарабанды с латиноамериканским (в частности, мексиканским) танцевальным фольклором.
Изначально в Испанию был введён как «танец урожая».
Ранние формы сарабанды описываются классиками испанской литературы (такими как М. де Сервантес, Лопе де Вега, Ф. Ортиц, Э. Наварро) как резвый, озорной, темпераментный танец, исполнявшийся под удары барабана и кастаньет.
Сарабанда на текст Педро де Треджо пелась в Мехико во время погребальной церемонии, за что её автора привлекли к суду инквизиции, это было первое упоминание Сарабанды и оно относится к 1569 году.
После нескольких не слишком удачных попыток католической церкви запретить его исполнение начинается сознательное переосмысление танца, призванное снизить его популярность: в 1583 году пение сарабанды было запрещено в Испании, а в 1618 году сарабанда становится, несмотря на запрет, придворным танцем в той же Испании, приобретя торжественный, величественный характер.
Танцевали её с сопровождением гитары или пения с флейтой и арфой. Позднее (с середины XVII века) этот танец перешёл во Францию в переработанном виде, получив более благородный и величественный характер. Темп в обновленной сарабанде медленный, счёт в {\displaystyle {\cfrac {3}{4}}}, форма двухколенная, то есть «квадратное» строение (каждое колено в восемь тактов).
Музыка поздней сарабанды имеет уже суровый, мрачный характер, исполняется в медленном темпе. Исполняется на похоронах, и музыка к ней пишется на заказ в минорном ладе. Пример из эпохи барокко — сарабанда Генделя.
Однако быстрый и медленный виды танца сосуществовали долгое время (например, в творчестве А. Вивальди).
В Англии сарабанда появилась в начале  XVII века, причём здесь бытовал преимущественно быстрый тип танца; в немецких источниках того же периода содержатся обе её разновидности, однако распространение подвижной сарабанды относится к более раннему времени.
В эпоху барокко сарабанда становится неотъемлемой частью инструментальной сюиты (торжественным танцем-шествием, обычно третьим либо четвёртым по счёту, после аллеманды и куранты).
Таким образом, в XVII—XVIII вв. облагороженный вариант этого танца распространился в Западной Европе как бальный танец, который потеряет свою популярность только ко второй половине XVIII века.
Тактовый размер {\displaystyle {\cfrac {3}{4}}\;,\;{\cfrac {3}{2}}.}
Начиная с середины 17 века сарабанда становится постоянной частью инструментальной танцевальной сюиты, в которой она занимает место перед заключительной, жигой. 
Важнейшие признаки жанра — это медленный темп, характер шествия, трёхдольный метр (3/4 или 3/2) и акцент на второй доле такта. Наивысшими достижениями этого жанра являются сарабанды из инструментальных сюит Г. Ф. Генделя и И. С. Баха.  
С 20 века сарабанды встречаются в инструментальных произведениях ряда композиторов, в творчестве которых заметны неоклассические тенденции. Это сюита "Pour le piano", 1901, "Образы", 1905, Дебюсси, балет "Агон" Стравинского, 1957.  

## Сарабанда в кинематографе
Третья часть из сюиты ре-минор для клавесина (HWV 437) Генделя приобрела известность, когда оркестровая версия была использована Стенли Кубриком в фильме 1975 года «Барри Линдон».
Последний фильм Ингмара Бергмана, который вышел на экраны в 2003 году, называется «Сарабанда». По словам режиссёра, «Название вызывает ассоциации с замечательной виолончельной сюитой Баха. Сарабанда — это танец, который танцует пара… Фильм следует структуре сарабанды: здесь всегда присутствуют двое — во всех десяти сценах и в эпилоге». Среди музыки, звучащей в картине, есть и «Сарабанда» Иоганна Себастьяна Баха.
Помимо этого в 2020 году Сарабанда из клавирной сюиты ре минор Генделя послужила лейтмотивом для российского телевизионного комедийного сериала "Гусар".